# Johannishus
Johannishus is een plaats in de gemeente Ronneby in het landschap Blekinge en de provincie Blekinge län in Zweden. De plaats heeft 773 inwoners (2005) en een oppervlakte van 96 hectare.

## Galerij

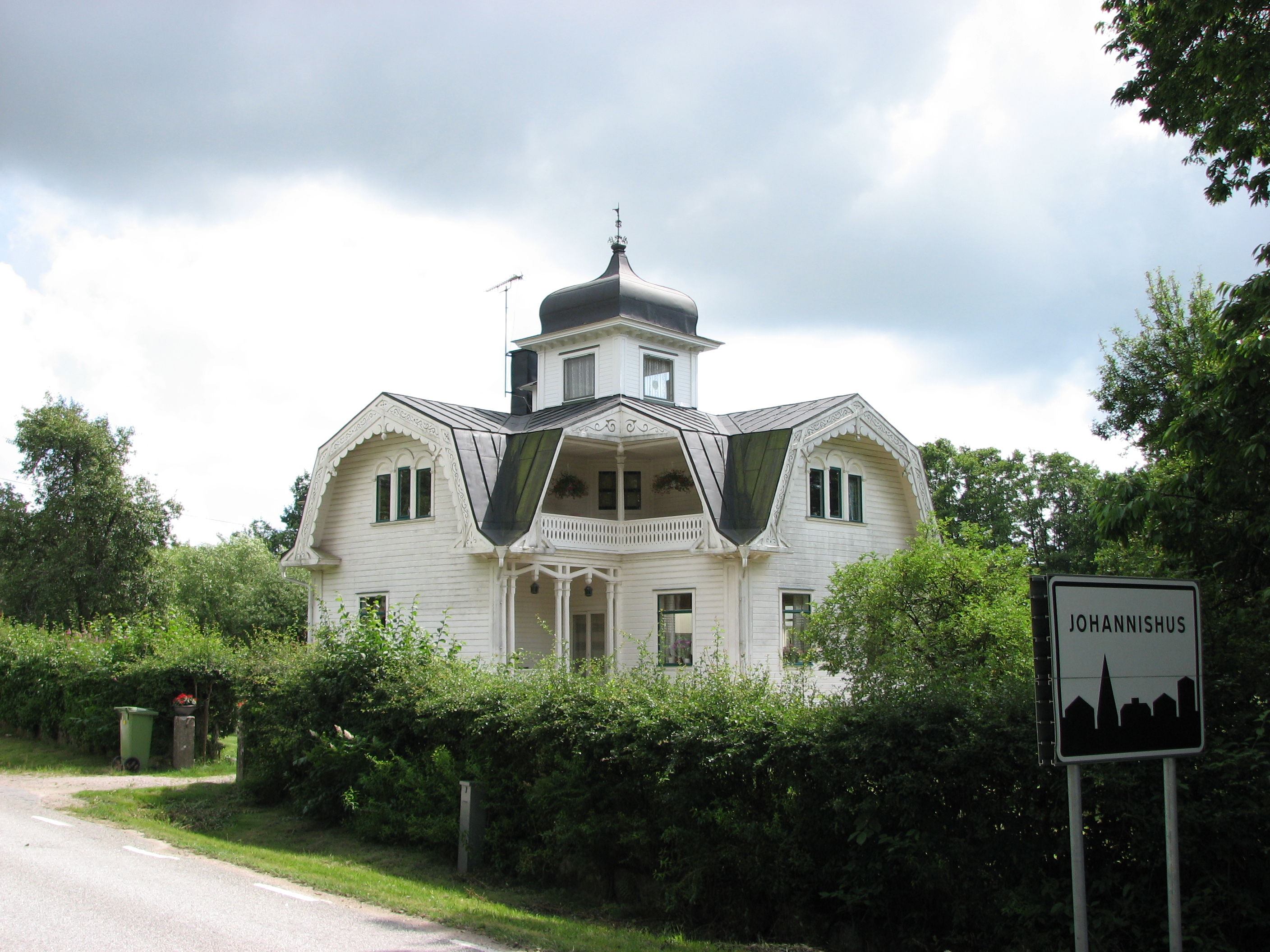
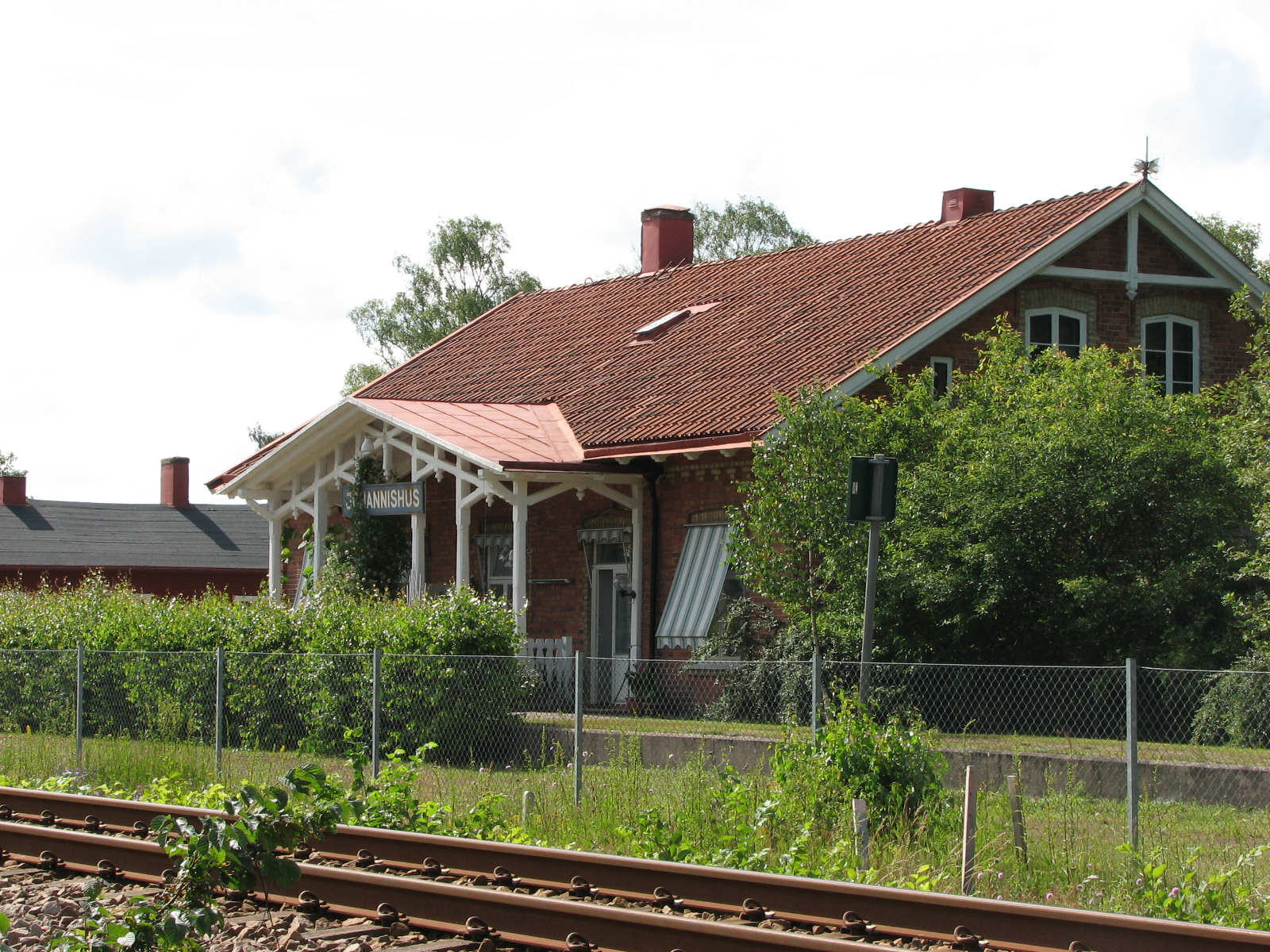
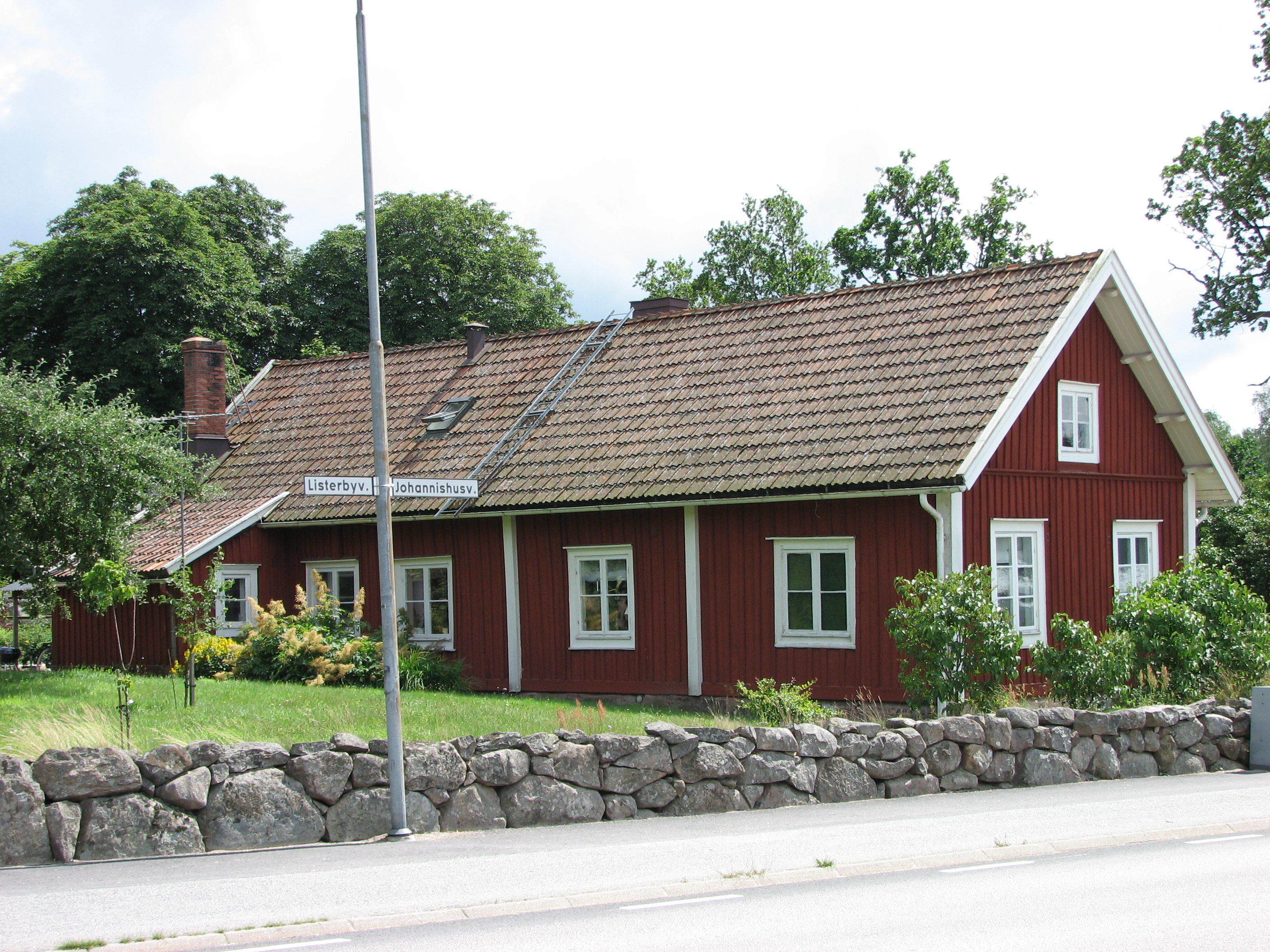
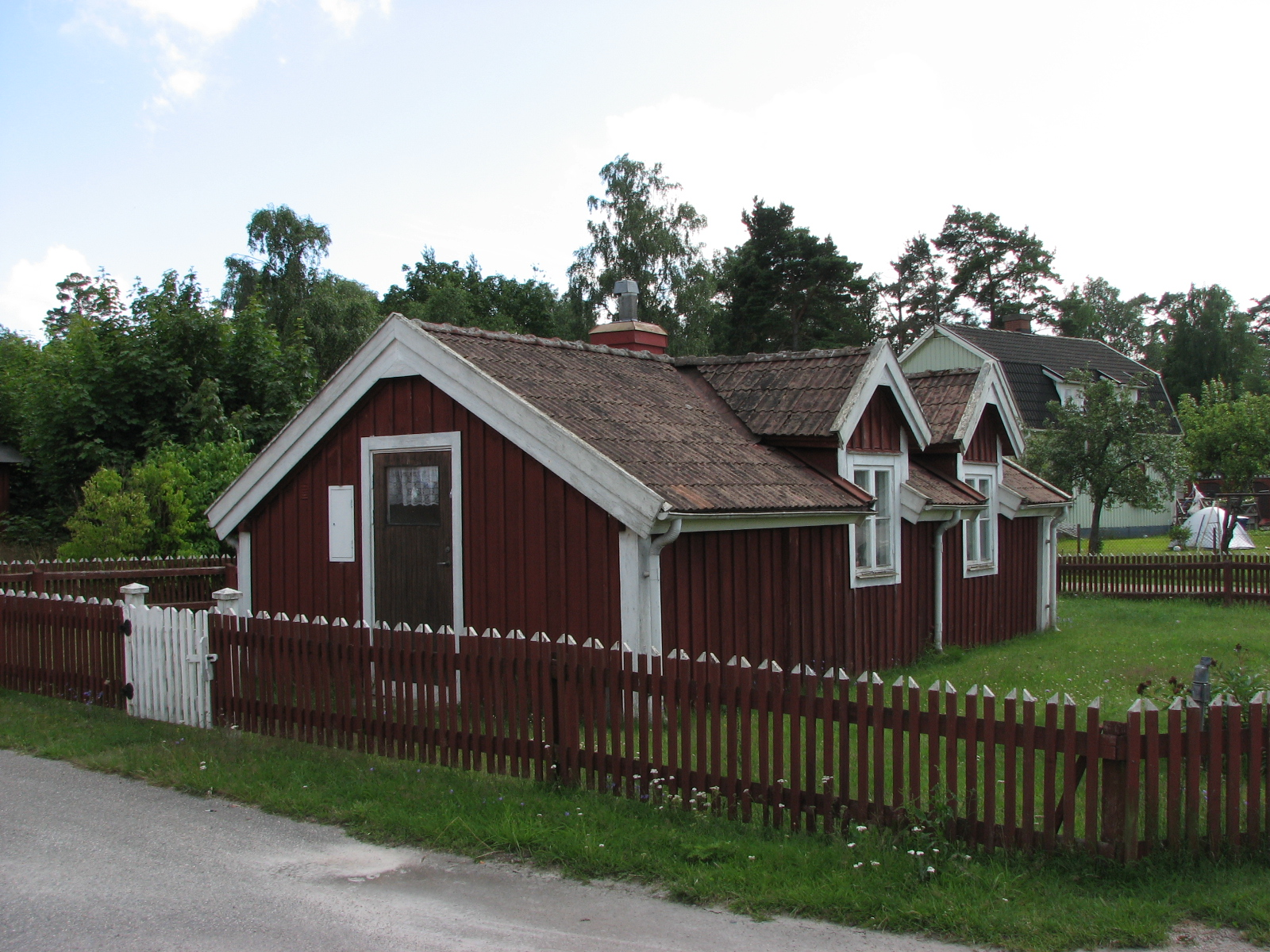